# Бачка 1901
«Бачка 1901» (серб. ФK Бачка 1901) — сербский футбольный клуб из города Суботица, в Северно-Бачском округе автономного края Воеводина. Клуб основан 3 августа 1901 года, домашние матчи проводит на стадионе «Бачка», вмещающем 3 700 зрителей. В 20-х годах 20-го века «Бачка» провела три сезона в Первой лиге Югославии, лучшим результатом является заняла 3-е место в 1925 году.

## Прежние названия
- 1901—1923 — «Бачка Суботица Спортивный клуб» (венг. Bácska Szabadkai Athletikai Club)
- 1923—1945 — «Бачка» (хорв. Bačka)
- 1945—1946 — «Граджянски» (хорв. HAŠK Граджянски)
- 1946—1950 — «Слобода» (серб. Слобода)
- 1950—1963 — «Звезда» (серб. Звезда)
- 1963—н. в. — «Бачка 1901» (серб. Бачка 1901)

## Достижения
- Первая лига Югославии
  - Третье место: 1925